# Imperial Brands
Imperial Brands plc (tidligere Imperial Tobacco Group plc) er en britisk multinational tobaksproducent med hovedkvarter i Bristol, England. Imperial Tobacco Company blev etableret i 1901 ved en fusion mellem 13 britiske tobaksproducenter.